# 博洛尼亞—佛羅倫薩高速鐵路
博洛尼亞－佛羅倫薩高速鐵路（義大利語：Ferrovia Bologna-Firenze ad alta velocità）是意大利高速鐵路網絡的一部分，也是歐洲聯盟全歐高速鐵路網的1號走廊的一部分。全線在2009年12月5日啟用。
路線全長78.5公里，當中多達73.8公里是隧道，3.6公里是土堤或切土內，1.1公里位於高架橋上路線興建時預計花費10億歐元（以1991年意大利里拉兌換成歐元），但最後花費達520億歐元。

## 外部連結
- Structurae dedicated page : Florence-Bologna High-Speed Rail Line http://en.structurae.de/projects/data/index.cfm?ID=p0000149 （页面存档备份，存于）